# Georg Heinrich Sappuhn
Georg Heinrich Sappuhn (* 12. Juli 1659 in Heilsberg; † 3. Mai 1721 in Lorenzkirch) war evangelischer Theologe und Autor. Er arbeitete in Prešov als Gymnasiallehrer im Unterrichtsfach Redekunst und als evangelischer Pastor in Spišské Podhradie, Prešov und Lorenzkirch.

## Leben
Georg Heinrich Sappuhn wurde in Heilsberg im preußischen Fürstbistum Ermland, dem jetzigen Lidzbark Warmiński, Polen, geboren. Umstritten ist sein Geburtsdatum. Der Grabstein erwähnte den 15. Juli 1660. Sein Enkel Friedrich Immanuel Schwartz nannte als Geburtsdatum den 12. Juli 1660. Sein Nachkomme Klaus Beiler fand die Geburts- und Taufeintragung, die im Diözesanarchiv von Allenstein, dem jetzigen Olsztyn aufbewahrt wird. Die einzige auf den Namen Georg Sappuhn lautende Geburts- und Taufeintragung in Heilsberg nennt das Geburts- und Taufdatum 12. Juli 1659. Sein Vater Georg Sappuhn wird in der Eintragung als Spectabilis Dominus, also als Wohlangesehener Herr in einer wohlhabenden Familie, bezeichnet. Georg Heinrich Sappuhn war der Älteste von fünf Kindern und der Erbe. Auf dieses Erbe hat er später verzichtet.
Sappuhn wuchs in einem katholischen Elternhaus auf und besuchte in Rössel ein von Jesuiten geführtes katholisches Gymnasium. Mit 15 Jahren studierte er bei Christian Dreier in der Albertus-Universität Königsberg Evangelische Theologie. Während des Studiums beschäftigte er sich auch mit den Schriften von Johann Latermann und Erasmus von Rotterdam. Im Alter von 17 Jahren studierte er zwei Jahre lang in Polen an der Universität Krakau Polnische Geschichte und Polnische Sprache und erlernte dabei das linguistische Regelwerk der Rhetorik. Nach dem Ausbruch der Pest in Krakau musste er diese Universitätsstadt verlassen. In Schekoczin fand er bei dem Adeligen Koryczinski im Alter von 19 Jahren eine Anstellung als Hauslehrer. Dort lernte er den Grafen Zebrydowky kennen, der ihm die Pfarrstelle Kirchdorf (später Kirchdrauf) im Norden der jetzigen Slowakei vermittelte. Er wurde 1679 im Alter von 20 Jahren in Kaschau zum evangelischen Pfarrer ordiniert und arbeitete drei Jahre als Pfarrer in Kirchdorf. Anschließend wurde die damals zum katholischen Königlichen Ungarn gehörende evangelische Stadt Eperies sein Lebensmittelpunkt.

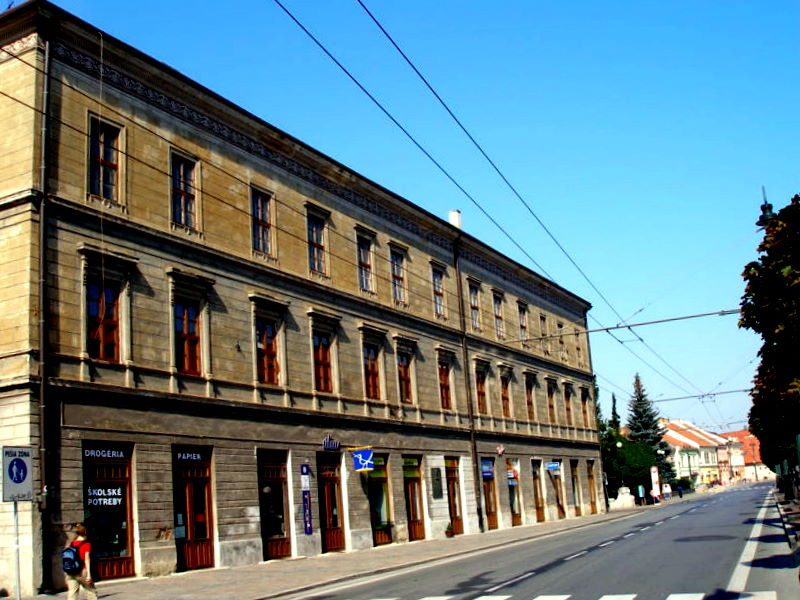
Das Gymnasium Evangelisches Kollegium in Eperies

Am 18. Oktober 1667 wurde mit dem Gymnasium Evangelisches Kollegium in Eperies ein wichtiges Bildungszentrum für Oberungarn eröffnet. Die hier tätigen Gelehrten waren von den Lehren Johann Amos Comenius’ beeinflusst, der im Frühling 1650 Eperies besucht hatte. Der evangelische Staatsmann und Magnat Emmerich Thököly studierte an diesem Gymnasium. 1670 eroberten die Habsburger die Stadt Eperies. 1671 ließ sich in der Stadt der katholische Franziskaner-Orden nieder, 2 Jahre später auch der Jesuiten-Orden. Das evangelische Gymnasium wurde geschlossen, die Stadt Eperies wurde katholisch. Nachdem der Widerstandskämpfer Emmerich Thököly die Habsburger besiegt hatte, wurde Eperies wieder evangelisch. Im Jahr 1682 ließ Thököly das evangelische Gymnasium wiedereröffnen und berief sechs Gelehrte mit der Dienstbezeichnung Professor, zu denen auch der 23-jährige Sappuhn als Lehrer der Redekunst gehörte. Er erhielt zusätzlich das Amt des Diakons an der evangelischen Hauptkirche in Eperies. So wurde Sappuhn zu einem der Vertrauten Thökölys.
In dieser Zeit veröffentlichte er seine ersten Werke in lateinischer Sprache. Dazu gehörte die von ihm gehaltene und schriftlich veröffentlichte lateinische Leichenpredigt für Daniel Gutth, den Sekretär und Gutsverwalter Thökölys in Kaschau.
1685 heiratete Sappuhn die damals 20-jährige Witwe Sophia Burkhardt geborene Schmitz (* 1. Mai 1665, † 4. Dez. 1744). Sophias Ehemann Daniel Burkhardt war 1684 nach zweijähriger Ehe gestorben und hinterließ die knapp einjährige Tochter Anna Sophia, die Sappuhn als sein Kind aufnahm. Sophia Schmitz war die Tochter des Kaufmanns und Stadthauptmanns von Käsmark Christoph Schmitz und seiner Frau Sophia geborene Mösin, einer Tochter des Bürgermeisters von Käsmark, Thökölys Geburtsstadt.

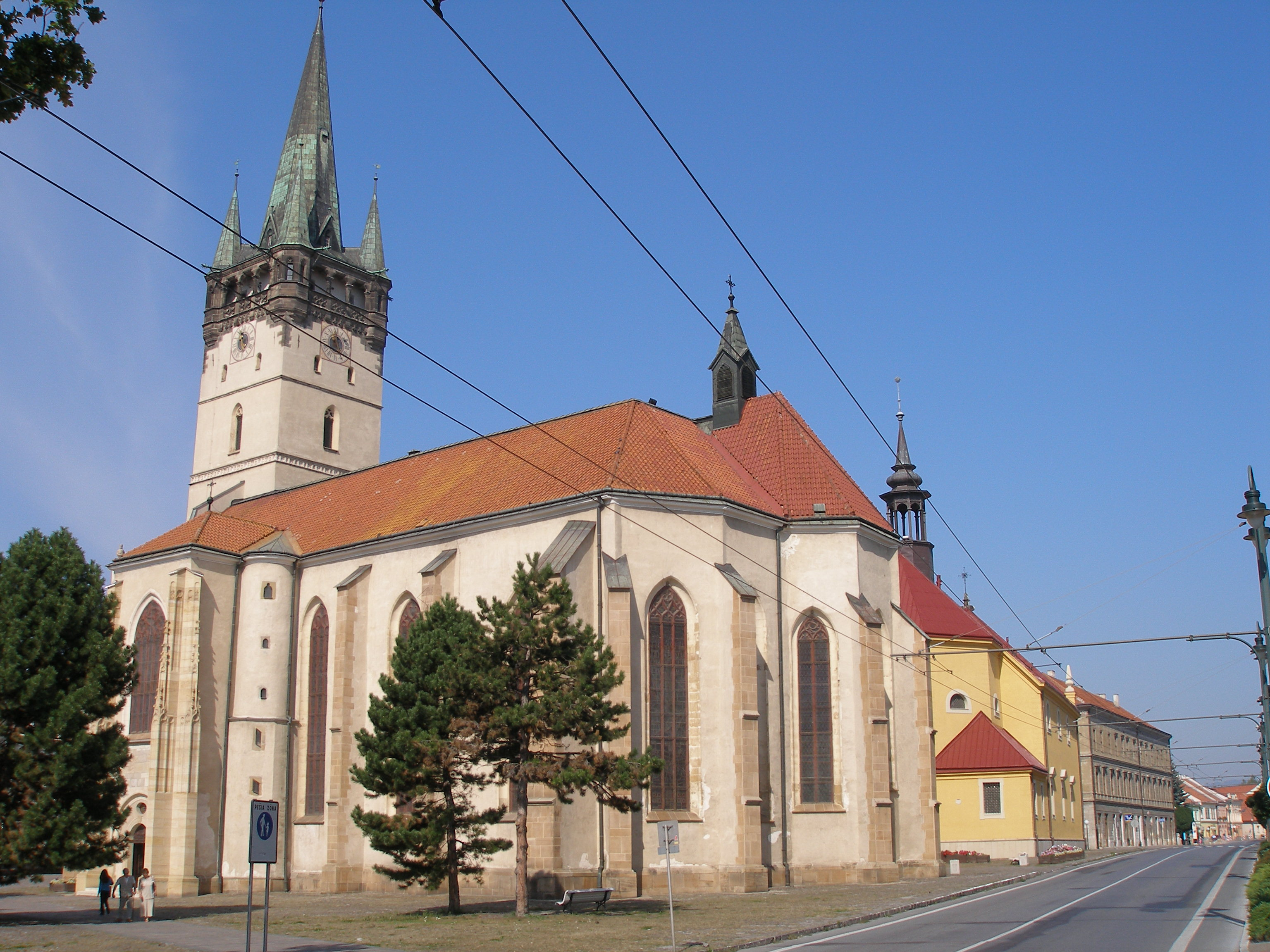
Die evangelische Kirche und das Gymnasium Evangelisches Kollegium in Eperies

Bei der 2. Türkenbelagerung Wiens im Jahre 1683 unterstützte Emmerich Thököly die Türken maßgeblich durch militärische Aktivitäten in Oberungarn und durch Beteiligung einiger seiner Kuruzen am riesigen türkischen Heer. Diese Schlacht wurde von den Türken verloren. Die Unterstützung des anti-habsburgischen Aufstandes unter Thököly hatte für die Stadt schwerwiegende Konsequenzen. Die Aufständischen in Oberungarn mussten sich am 18. September 1684 geschlagen geben. Die Stadt selbst kapitulierte ein Jahr später am 11. September 1685.
Sappuhn war nun als Vertrauter Thökölys in Lebensgefahr. Am Reformationsfest 1685 hielt er seine letzte Predigt in Eperies. Georg Friedrich Herzog zu Württemberg und Teck (1657–1685), Regimentskommandant der habsburgischen Garnison Bartfeld im benachbarten Bergschloss Sarosch, warnte ihn und empfahl ihm, aus dem Königlichen Ungarn zu fliehen. Daraufhin verließ dieser mit Frau und Kind die Stadt Eperies und floh über Breslau und Leipzig nach Meißen. Georg Friedrich Herzog zu Württemberg und Teck kommandierte Mitte Oktober 1685 die militärische Belagerung der oberungarischen Hauptstadt Kaschau und wurde kurz nach Beginn der Kanonade getötet. Sein Leichnam wurde in Eperies einbalsamiert und im Januar 1686 in Stuttgart beigesetzt. Als Sappuhn von dessen Tod erfuhr, veröffentlichte er zu seinem Gedenken ein lateinisches Episedium. Dieses Trauergedicht wurde bei der Beisetzung am Sarg des Herzogs vorgelesen.
Nach der Eroberung Oberungarns im Jahr 1686 wurde Antonio von Caraffa Kommandant von Eperies und Vorsitzender eines Gerichts, das mit äußerster Härte gegen die Thökölys Anhänger vorging. Aufgrund einer Entscheidung des Kaisers Leopold I. hielt Antonio Caraffa vom 5. März bis zum 12. September 1687 das sogenannte Eperieser Blutgericht, in dessen Verlauf vierundzwanzig prominente protestantische Bürger und Adlige enteignet und hingerichtet wurden. Die Bevölkerung musste den katholischen Glauben annehmen, und das evangelische Kirchengebäude wurde zur katholischen Kirche umgewidmet.
Sappuhn suchte in Meißen den Superintendenten Matthias Zimmermann auf, einen ehemaligen Professor des Gymnasiums von Eperies und Diakon der evangelischen Kirche in Eperies, der nun nach seiner Flucht als Superintendent in Meißen wirkte.
Der Kammerherr und Trabantenhauptmann Hans Siegmund Pflug hörte Sappuhn in Meißen predigen und berief ihn zum Pfarrer und Seelsorger von Lorenzkirch, Jacobsthal und Kreinitz. Im März 1687 begann Sappuhn im Alter von 27 Jahren seinen Dienst in Lorenzkirch, wo er 34 Jahre als Pastor wirkte und am 3. Mai 1721 im Alter von 61 Jahren starb.
Gemäß einer mündlichen Überlieferung brachte Georg Heinrich Sappuhn 1687 den Kaffee nach Sachsen. Er gilt deshalb in Lorenzkirch als der erste Kaffeesachse.
Ein lebensgroßes Gemälde von Georg Heinrich Sappuhn befand sich im Pfarrhaus. Es ist verschollen. Nähere Angaben liegen nicht vor.

## Werke
- Problema Oratorium In Publico & Generali Examine Classica. Leutschau 1683.
- Oratio Eucharistica. D. O. M. Sacra: Post solutam Inclytæ Urbis Eperjessiensis Obsidionem. Kaschau 1684.
- Oratorio funebris super obitum Generosi Nobilissimi… Danielis Gutth…. Kaschau 1684 (Digitalisat).
- Episedium[6] zum Tode von Georg Friedrich Herzog zu Württemberg und Teck. 1685
- Gruss Gedicht Karancsi Miklos, Disputatio Theologica De Mysterio. Wittenberg 1686
- Leichenpredigt zum Tode von Gottfried Kupffer. Wittenberg 1708
- Ein Geistlicher Creutz-Herr und Hochwürdiger Johanniter-Ritter Wurde Nach seiner äußerlichen Gestalt und innerlichen Krafft an dem denck- und merckwürdigen Exempel Des … Herrn Hanß Siegmund Pflugens auf Strehla Kreynitz und Lößnig … in einer Leich-Predigt aus … II. Corinth. IV. 8.9.10. … den 12. Febr. … zu betrachten vorgestellet. Leichenpredigt zum Tode von Hans Siegmund Pflugk. Schwencke Verlag, Alt-Dreßden 1711.
- Commentatio philologica, qua nobilis linguae Carchedonicae reliquia, ab Accio Plauto Sarsinate, actu V. scena I. et II. fabulae, quae inscribitur Poenulus, adservata explicatur, et ad dialectum Aramaeam refertur. Leipzig, Martini 1713.
- Historische Nachricht von dem Lorentzkircher Kirchspiel. (PDF-Datei; 2,45 MB) Visitationsbericht des Pfarramtes. Lorenzkirch 1716 (Kopie im Grossenhainer Archiv der Superintendentur und deren Abschrift im Kirchenarchiv von Lorenzkirch).

Werk seines gleichnamigen Sohnes
- GeograpHuS Laurentinus (Pseudonym): Ludi et epulae Afranae, feriis tam statis quam indictivis in illustri ludo Misenensi ad Albim quotannis celebrari solitae, utpote: ludi verni, anser Burcarchinus, encaenia, bacchanalia, purgatorium, vario carminum genere olim descriptae, quas nunc typis vulgatas condiscipulis quondam suis … Meißen 1710 (Digitalisat; die Gedichtsammlung schildert fünf afranische Feste: das Frühlingsspiel, den Freßburckhard, die Kirmes, die Faßnacht, das Windefest: vulgo das Wantzenfest).